# Malacandra
Malacandra of Ver van de zwijgende planeet (oorspronkelijk: Out of the Silent Planet) is het eerste boek van de Ruimte-trilogie van de Britse schrijver C.S. Lewis. Het verscheen oorspronkelijk onder de titel Out of the Silent Planet (1938) en in het Nederlands eerder onder de (hoofd)titel Ver van de zwijgende planeet (1960). In 2002 werd het verhaal opnieuw vertaald als Malacandra. De trilogie bestaat verder uit Perelandra en Thulcandra.

## Verhaal
De filoloog Ransom wordt met een ruimteschip ontvoerd door dr. Weston en zijn compagnon Devine, een oud-klasgenoot van Ransom. Ransom bemerkt tijdens de reis, die naar de planeet Mars blijkt te gaan, dat zijn ontvoerders er al eerder zijn geweest en hem meenemen om hem aan de daar levende wezens te overhandigen. Op de planeet aangekomen ontsnapt hij van zijn ontvoerders zodra hij daar de gelegenheid toe krijgt. Tijdens zijn ontsnapping leert hij de vegetatie kennen en komt hij in aanraking met verschillende soorten wezens. Van hen leert hij langzaam de taal en cultuur van de planeet kennen. Mars wordt Malacandra genoemd en de Aarde Thulcandra. Hij leert dat er verschillende soorten wezens leven, waarvan drie soorten hnau zijn; wezens met een ziel en verstand. Zo wordt Ransom zelf ook een hnau genoemd. Het wordt Ransom al snel duidelijk dat de wezens hier allesbehalve kwade bedoelingen hebben. Integendeel: de hnau op Malacandra blijken humaner dan de mens. De wezens leren dat de Oyarsa de leider van Malacandra is, maar onder de god Maleldil staat. 
Ransom is betrokken bij de dood van een van de hnau, nadat die getroffen werd door een kogel; Weston of Devine begaat hier een moord. Ransom voelt zich schuldig, en de hnau geven aan dat het kwam doordat ze niet direct hadden geluisterd naar een Eldil (een engel), die Ransom de opdracht had gegeven naar de Oyarsa te vertrekken. Hierop vertrekt Ransom direct. Onderweg worden hem nog een aantal vragen gesteld over Thulcandra. Ransom vertelt onder andere over de oorlog, slavernij en prostitutie. De wezens kunnen niet geloven wat ze horen, maar geven wel aan te weten waardoor het komt: het ontbreken van de Oyarsa. "Ze lijken op iemand die zich tracht op te tillen aan zijn eigen haar."
Wanneer Ransom uiteindelijk bij de Oyarsa mag komen, blijkt hij deze niet te kunnen zien. De Oyarsa begint te spreken, en vertelt hem onder meer dat Thulcandra ook een Oyarsa heeft gehad, maar dat deze al vóór het leven op de planeet slecht werd, waardoor Thulcandra nu de zwijgende planeet genoemd wordt; het is de enige planeet waar geen contact mee is. Wanneer het de Oyarsa duidelijk wordt dat Weston en Devine Ransom hebben ontvoerd, besluit hij ook met hen te spreken tijdens een processie. Hierin wordt duidelijk dat Devine voornamelijk voor eigen macht en rijkdom is gekomen, en Weston om te zoeken naar nieuwe leefruimte voor de mensheid. Hij ziet de mens als het sterke ras en redeneert (op basis van opvattingen uit het darwinisme) dat de bewoners van Malacandra voor de mensen moeten wijken.

## Achtergronden
In de tijd voorafgaand aan het boek waren er veel speculaties en fantasieën over buitenaards leven, waarin boosaardige wezens vaak de overhand hadden en de mens vrijwel altijd de goede partij was met het recht aan zijn zijde. Lewis vond deze ideeën niet echt geloofwaardig, maar hij zag ze wel als een gevaar voor het christelijk geloof. Hij wilde optreden tegen het (in zijn ogen) gevaar dat het voortbestaan van de mens als hoogste doel van het leven wordt gezien, waardoor de mensen als belangrijkste en beste wezens van het heelal worden neergezet. Tegen deze opvatting strijdend schreef hij Out of the Silent Planet.
Zowel Lewis als zijn goede vriend J.R.R. Tolkien gebruikten hiërarchie en het geloof in goddelijke wezens in hun mythologische boeken. Op deze manier werd Malacandra een christelijke mythologie, waarin de rangorde als volgt overeenkomt met die in het christendom:

The Old One - God de Vader;

Maleldil (the Young) - Jezus;

Oyarsa - hoofdengel, op aarde Satan;

Eldila - engelen;

Hnau - schepselen met verstand, op aarde de mens;

Dieren.

Lewis gaf aan dat de wezens van de Drie-eenheid alleen de Vader (The Old One) en de Zoon (Maleldil) kenden, aangezien de zondeval niet had plaatsgevonden en daardoor de Heilige Geest niet was uitgestort.
Malacandra heeft veel overeenkomsten met The First Men in the Moon van H.G. Wells; Lewis was zich daarvan bewust en noemt Wells dan ook in de inleiding. Lewis heeft zich voor Malacandra naast de eerdergenoemde invloeden laten inspireren door het boek A Voyage to Arcturus, het bekendste werk van David Lindsay. De ontvoering van Ransom is daarnaast te vergelijken met die van Flash Gordon van de gelijknamige strip, die door dr. Hans Zarkov in diens ruimteschip ontvoerd wordt. 
Hoewel Lewis het verhaal schreef met het christelijk geloof constant in zijn achterhoofd, leken weinig recensenten dit te zien. Lewis vond dit zelf erg jammer, maar tegelijk ook grappig; hij zag dit als een manier voor evangelisten om indirect toch het evangelie te verspreiden.
Er heerst onenigheid over het antwoord op de vraag of Lewis Malacandra als een perfecte wereld heeft willen neerzetten. Hoewel dit op het eerste gezicht wel zo lijkt, wordt ook gesteld dat de planeet meer een geperfectioneerde opwaardering van de aarde is, dan dat het een presentatie is van een perfecte planeet.